# Coelosphaera hatchi
Coelosphaera hatchi är en svampdjursart som först beskrevs av Bakus 1966.  Coelosphaera hatchi ingår i släktet Coelosphaera och familjen Coelosphaeridae. Inga underarter finns listade i Catalogue of Life.